# Шентјанж над Шторами
Шентјанж над Шторами (словен. Šentjanž nad Štorami) је насељено место у општини Шторе, Савињска регија, Словенија.

## Историја
До територијалне реорганизације у Словенији био је у саставу старе општине Цеље.

## Становништво
У попису становништва из 2011. године, Шентјанж над Шторами је имао 215 становника.
| Становништво према пописима | Становништво према пописима | Становништво према пописима |
| --------------------------- | --------------------------- | --------------------------- |
| 1991                        | 2002                        | 2011                        |
| 200                         | 204                         | 215                         |

Напомена: До 1953. исказивано под именом Шент Јанж.